# نمی
نمی (به ایتالیایی: Nemi) یک کومونه در ایتالیا است که در استان رم واقع شده‌است.

## خصوصیات
نمی ۷ کیلومترمربع مساحت و ۱٬۷۱۹ نفر جمعیت دارد و ۵۲۱ متر بالاتر از سطح دریا واقع شده‌است.

## خواهرخوانده
شهر Ceyrat خواهرخواندهٔ نمی هست.